# Liste des maires de Verdun
Cet article liste les maires successifs de la commune de Verdun.

## Liste des maires

### XVIIIesiècle
| Période                                  | Période | Identité               | Étiquette | Qualité |
| ---------------------------------------- | ------- | ---------------------- | --------- | ------- |
| 1793                                     | 1794    | Pierre-Charles Lespine |           |         |
| Les données manquantes sont à compléter. |         |                        |           |         |

### XIXesiècle
| Période                                  | Période        | Identité                    | Étiquette    | Qualité |
| ---------------------------------------- | -------------- | --------------------------- | ------------ | --- |
| 1800                                     | 1808           | François Huguin             |              | |
| 1808                                     | 1821           | Louis Gand                  |              | Chevalier de l'ordre royal de la légion d'honneur |
| 1821                                     | 1830           | Nicolas Hyacinthe Desgodins |              | Propriétaire, rentier, conseiller général du canton de Verdun (1833 à 1836) |
| 1830                                     | 1832           | Jean Nicolas Antoine        |              | |
| 1834                                     | 1837           | Jean Baptiste Mareschal     |              | Négociant, Président du Tribunal de commerce Conseiller d'arrondissement du canton de Verdun de 1833 à 1839                                                                                  |
| 1837                                     | 1848           | M. Barrault                 |              | Notaire, conseiller d'arrondissement du canton de Verdun de 1839 à 1852 |
| 1848                                     |                | Clément Bertrand            |              | |
| 1852                                     | 1856           | Nicolas Ambroise Cartier    |              | |
|                                          | septembre 1860 | Gabriel Clément-Gabriel     |              | |
| Septembre 1860                           | Mai 1876       | Charles Louis Benoit        | Bonapartiste | Député de la Meuse (1871-1876) Ancien adjoint au maire (1843-1848, 1850-1852, 1856-1860) Conseiller général du canton de Verdun(août 1860-octobre 1874) Conseiller d'arrondissement (1845-?) |
| Mai 1876                                 | Janvier 1878   | Nicolas-Armand Buvignier    | Républicain  | Géologue et spéléologue |
| Les données manquantes sont à compléter. |                |                             |              | |
| 1879                                     | 1881           | Louis Maury                 | Républicain  | |
| Les données manquantes sont à compléter. |                |                             |              | |
| 1884                                     | 1904           | Louis Maury                 | Républicain  | |

### XXesiècle
| Période                                  | Période             | Identité             | Étiquette    | Qualité                                                                             |
| ---------------------------------------- | ------------------- | -------------------- | ------------ | ----------------------------------------------------------------------------------- |
| Les données manquantes sont à compléter. |                     |                      |              |                                                                                     |
| 1905                                     | 1906                | Léonce Rousset       | Nat.         | Officier à la retraite Député (1902-1906)                                           |
| 1906                                     |                     | Victor Péquart       |              |                                                                                     |
| mai 1908                                 | 1917                | Prosper Regnaud      |              | Chevalier de la Légion d'honneur                                                    |
| décembre 1919                            | mai 1925            | Edmond Robin         |              |                                                                                     |
| mai 1925                                 | 1933                | Victor Schleiter     | URD          | Député (1924-1933)                                                                  |
| 1933                                     | mai 1935            | René Panau           |              |                                                                                     |
| mai 1935                                 | mars 1941 (révoqué) | Gaston Thiébaut      | Radical      | Expert-comptable Député (1932-1940)                                                 |
| mars 1941                                | août 1944           | Émile Cone           |              |                                                                                     |
| août 1944                                | septembre 1944      | Léon Chaize          |              |                                                                                     |
| septembre 1944                           | avril 1947          | Gaston Thiébaut      | Radical      | Expert-comptable                                                                    |
| avril 1947                               | octobre 1947        | Paul Demouzon        |              |                                                                                     |
| octobre 1947                             | mai 1953            | Hyppolyte Thevenon   |              |                                                                                     |
| mai 1953                                 | mars 1965           | François Schleiter   | CNIP         | Sénateur (1948-1983)                                                                |
| mars 1965                                | mars 1977           | André Beauguitte     | FNRI         | Conseiller général du canton de Montfaucon-d'Argonne (1955-1986) Député (1956-1978) |
| mars 1977                                | mars 1983           | René Vigneron        | PS           | Conseiller général du canton de Verdun-Est (1973-1982)                              |
| mars 1983                                | mars 1989           | Jacques Barat-Dupont | UDF          | Conseiller général du canton de Verdun-Est (1982-1988)                              |
| mars 1989                                | juin 1995           | Jean-Louis Dumont    | PS           | Député (1981-1993, depuis 1997)                                                     |
| juin 1995                                | 4 avril 2014        | Arsène Lux           | RPF puis DVD | Député (1993-1997) Conseiller général du canton de Verdun-Ouest (2004-2011)         |

### XXIesiècle
| Période      | Période                  | Identité      | Étiquette | Qualité |
| ------------ | ------------------------ | ------------- | --------- | --- |
| 4 avril 2014 | En cours (au avril 2014) | Samuel Hazard | PS        | Conseiller général du canton de Verdun-Ouest (2011-2015) Président de la CC de Verdun (2014-2015) Président de la CA du Grand Verdun (depuis 2015) Conseiller départemental du canton de Verdun-1 (depuis 2015) |